# Cámara de combustión hemisférica

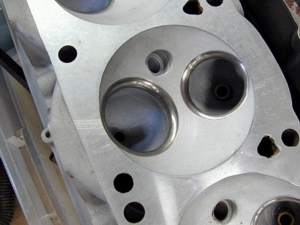
Interior de una cámara de combustión hemisférica

Una cámara de combustión hemisférica es un tipo de cámara de combustión en un motor de explosión alternativo, equipado con una culata abovedada. Un motor con este tipo de cámara hemisférica se conoce como motor hemi. 

## Historia

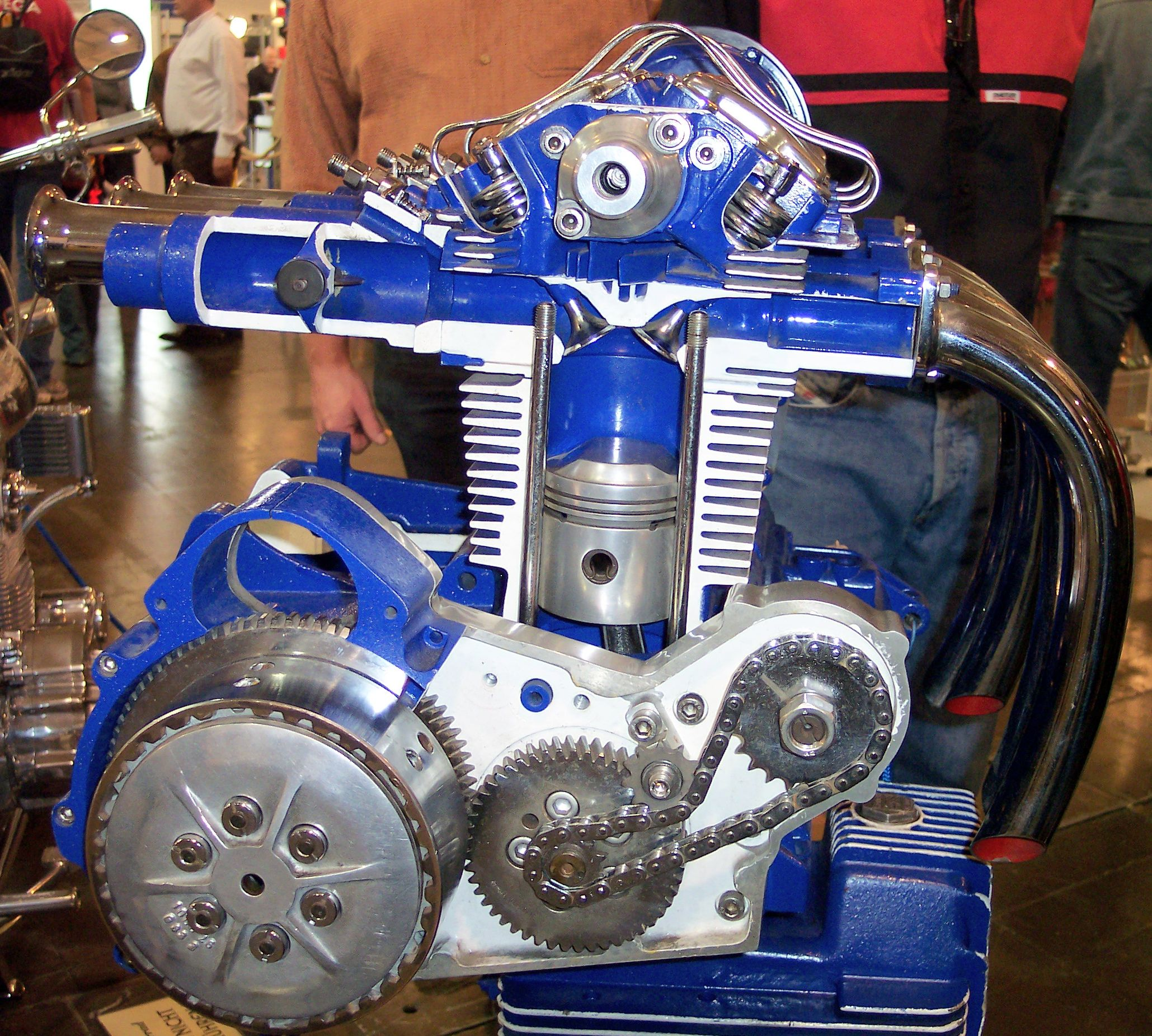
Motor de motocicleta seccionado, con culata hemisférica

Las cámaras de combustión hemisféricas se introdujeron en algunos de los primeros motores automotrices, poco después de desarrollarse el motor de combustión interna. Su nombre refleja el concepto de una forma de cúpula de la culata y de la parte superior del pistón que encierra un espacio que se aproxima a la mitad de una esfera (hemi+esfera), aunque en la práctica es generalmente menos de la mitad. 
Se han utilizado culatas hemisféricas desde al menos 1901. Ejemplos pioneros son el fabricante belga de automóviles Pipe en 1905, y la FIAT italiana con su 130 HP Grand Prix de 1907. El Peugeot Grand Prix de 1912 y el Alfa Romeo Grand Prix de 1914 también utilizaron motores de cuatro válvulas por cilindro hemisféricos, al igual que Daimler y Riley. Stutz, a partir de 1912, construyó motores hemisféricos de cuatro válvulas, anticipándose conceptualmente a los motores de automóvil modernos. Otros ejemplos incluyen el diseño de doble varilla de empuje de BMW (adoptado por Bristol Cars), el Peugeot 403, el motor Toyota T y el motor Toyota V (primer motor V8 de Toyota), así como los motores de carreras Miller, y el motor Jaguar XK.

## Tecnología y desarrollo
Una culata hemisférica ("culata hemi") proporciona una cámara de combustión eficiente con una pérdida de calor mínima, y permite alojar dos válvulas grandes. Sin embargo, generalmente no permite más de dos válvulas por cilindro debido a la dificultad de organizar las levas necesarias para cuatro válvulas en ángulos divergentes, y estas válvulas grandes son necesariamente más pesadas que las de un motor de válvulas múltiples de sección similar, además que por lo general requieren más elevación de las válvulas. Las válvulas de admisión y escape se encuentran en lados opuestos de la cámara y necesitan un diseño de cabezal de "flujo cruzado". Dado que la cámara de combustión es prácticamente un hemisferio, un pistón de superficie plana produce una relación de compresión más baja, a menos que se utilice una cámara más pequeña. 
Los desafíos importantes en la comercialización de motores que utilizan cámaras hemisféricas giraron en torno al diseño del accionamiento de las válvulas y a cómo hacerlo eficiente y fiable a un costo aceptable. Chrysler puso de manifiesto esta complejidad técnica muy pronto, cuando en la década de 1950 la publicidad de la compañía hablaba de su culata Double Rocker (de doble balancín).

## Ventajas y desventajas

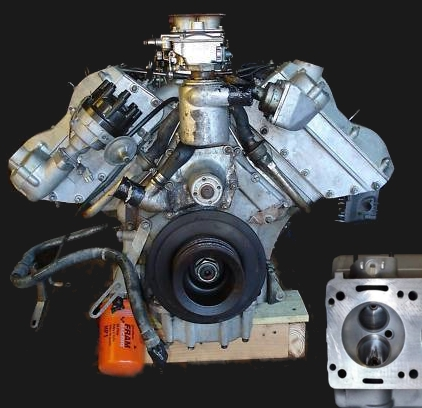
Un inconveniente importante del diseño hemi son las grandes piezas de fundición necesarias en relación con el tamaño general del motor. Las válvulas extendidas que precisa el cabezal de flujo cruzado requieren una mayor amplitud, lo que implica grandes bahías para alojar el motor

Aunque el diseño de una culata en forma de cuña ofrece un accionamiento de las válvulas más simple, normalmente estas se colocan una al lado de la otra sobre la cámara, con ejes de vástago paralelos. Esto puede restringir el flujo de la admisión y del escape dentro y fuera de la cámara, al limitar los diámetros de las cabezas de las válvulas para que no sumen más que los orificios en una disposición de dos válvulas por cilindro. Con una cámara hemisférica, con el ángulo entre los vástagos de las válvulas ampliado, esta limitación aumenta con el ángulo, haciendo posible que el tamaño total del diámetro de las válvulas supere el tamaño del orificio de una configuración sencilla de válvulas sobre la culata. Véase motor IOE para otro método. 
Además, el ángulo ampliado hace que el plano del asiento de la válvula se incline, lo que proporciona una ruta de flujo más directa para la entrada y el escape hacia/desde el puerto que sale de la culata. Los ingenieros han aprendido que si bien aumentar el tamaño de la válvula con un puerto más recto es beneficioso para aumentar la potencia máxima a altas revoluciones, disminuye la velocidad del flujo de admisión, no proporcionando el mejor proceso de combustión en el rango normal de revoluciones si se valoran las emisiones, la eficiencia o la potencia. 
Los pistones abovedados se usan comúnmente para mantener una relación de compresión mecánica más alta, dado que tienden a aumentar la distancia de propagación de la llama, lo que también es perjudicial para la combustión eficiente, a menos que se aumente el número de bujías por cilindro. 
Las temperaturas de las llamas son muy altas, lo que conduce a una salida excesiva de NOx que puede requerir la recirculación de gases de escape y otras medidas de control de emisiones para cumplir con los estándares modernos. Otros inconvenientes de la cámara hemisférica incluyen un mayor costo de producción y un alto peso relativo (un 25% más pesada que una cabeza en cuña comparable según los ingenieros de Chrysler). Esto habría hecho que la culata hemisférica cayera en desgracia con posterioridad, hasta el rediseño de Chrysler en 2003 que ha demostrado ser popular de nuevo. 
| Sección de la culata de un motor SOHC que muestra un diseño de flujo cruzado, la forma hemisférica de la cámara, y la posición central de la leva superior con soportes laterales para los ejes de los balancines | El motor hemi requiere piezas de mayor complejidad y en mayores cantidades. En las fotos superiores aparece el sistema de doble balancín para un par de cabezas Hemi y su compleja fundición a pistón. En las fotografías inferiores se muestran los sistemas equivalentes para una culata en cuña |

## Uso

### Alfa Romeo
Alfa Romeo ha producido motores hemi exitosos a lo largo de los años. Podría decirse que uno de sus ejemplos más notables es el Motor V6 de 2,5 litros diseñado por Giuseppe Busso, que ha sido citado por algunos como uno de los mejores y más distintivos motores producidos en serie (incluso en sus últimas formas de 24 válvulas) de todos los tiempos. Parte de este elogio se debe a que las cabezas hemisféricas en el motor original de 2 válvulas permitieron un puerto de escape casi completamente recto, lo que resultó en un sonido del motor limpio, permitiendo a Alfa Romeo usar escapes más silenciosos sin perder mucho del distintivo sonido de sus motores.

### Aston Martin

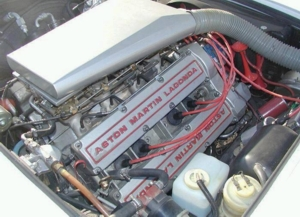
Aston Martin V8

El famoso V8 DOHC (con 4 árboles de levas) de Aston Martin utilizó una cámara hemisférica desde fines de los años 1960 hasta finales de los 1980. Cada leva controlaba un conjunto de válvulas, bien las válvulas de admisión o bien las válvulas de escape siempre de una bancada de cilindros. El Aston Martin V8 de 5.3 L (5340 cc/325 cu in) rendía 315 HP (235 kW). 

### Chrysler
Quizás el defensor más conocido del diseño de la cámara hemisférica es la Corporación Chrysler, que se identificó con esta solución registrando el nombre "Hemi" y luego usándolo ampliamente en sus campañas publicitarias a partir de la década de 1960. La firma ha producido tres generaciones de estos motores: el primero (el motor Chrysler FirePower) en la década de 1950; el segundo (el 426 Hemi), desarrollado para la NASCAR en 1964 y producido hasta principios de la década de 1970; y finalmente, el "nuevo HEMI" en el principios de la década de 2000. Actualmente, Chrysler produce 4 variantes del motor Hemi: un 5,7 L que, dependiendo de la configuración, genera entre 360 y 395 caballos y 390-407 lb ft (529-552 N m) de par motor; un 6,4 L (también conocido como 392 pulgadas cúbicas) que genera 485 caballos y 475 lb·pie (644 N·m) de par; un 6.4L (diferente) que genera 410 caballos y 425 lb·pie (576 N·m) de par; y por último, un 6,2 L sobrealimentado (comúnmente conocido como Hellcat) que produce 707 caballos y 650 lb·pie (881 N·m) de par. 
Chrysler también lanzó un Hemi 6 en Australia con una cámara hemisférica incompleta, pero el tope de la gama del motor de 4,3 L (265 pulgadas cúbicas) rendía 302 HP (225 kW). Salieron como 215 de 120 CV, 245 de 160 CV, y 265 (std) de 203 CV. 

### Ford
Las culatas Ardun para el motor Ford V8 de culata plana fueron quizás el primer uso de una culata hemisférica en un V8 estadounidense masivamente disponible. Ofrecidas por primera vez en 1947 como producto de posventa, estas culatas convirtieron las culatas planas de Ford en culatas OHV con cámaras hemisféricas. Zora Arkus-Duntov, quien más tarde trabajó para GM y se convertiría en una fuerza importante en el desarrollo del Chevrolet Corvette, y su hermano Yura, fueron los "AR" "DUN" de "Ardun". 
Ford produjo un motor con dos árboles de levas en cabeza (un árbol por culata) y cámaras hemisféricas a mediados de la década de 1960. El propulsor, que desplazaba 425 pulgadas cúbicas y pertenecía a la familia FE de motores Ford, era denominado como el "427 SOHC"; aunque también era conocido como Cammer. Era un conjunto de culatas SOHC hemi que se atornillaban al bloque del motor FE de Ford. El motor de 1964 fue diseñado en 90 días de intenso esfuerzo de ingeniería para su uso en las carreras. El 427 SOHC usó el bloque lateral del engrasador del motor modificado ligeramente, para solucionar una serie de dificultades ligadas al diseño OHC del motor, como el problema de la leva faltante en el bloque. Debido a sus niveles de potencia y al hecho de que Chrysler le había mostrado a Bill France un DOHC 426 Hemi en proceso de desarrollo, fue prohibido en las carreras de NASCAR, aunque permitido en ciertas clases de carreras de resistencia. Después de la prohibición de la NASCAR, Ford continuó produciendo el SOHC, vendiéndoselo a numerosos corredores que lo utilizaron para impulsar muchos Mustangs A/FX con distancia entre ejes modificada y en dragsters Top Fuel sobrealimentados. Connie Kalitta, Pete Robinson y "Snake" Prudhomme usaron el motor en sus vehículos Top Fuel. En 1967, el "Bounty Hunter" (impulsado por un motor SOHC) de Connie Kalitta ganó la clase Top Fuel en los encuentros de invierno de la AHRA, de la NHRA y de la NASCAR, convirtiéndose en el único ganador de la "triple corona" en la historia de las carreras de resistencia. Los resultados del dinamómetro del día mostraron que el SOHC Hemi producía casi 700 CV (522 kW) (100 CV por litro). Las levas en la parte superior significaban que no tenía las rpm tan limitadas como los Chrysler Hemi, con sus varillas de empuje y trenes de válvulas pesados y complejos.
Los diseños posteriores de motores Ford con cámaras hemisféricas incluían el Calliope, que utilizaba dos juegos de levas en el bloque, dispuestas una sobre la otra, para accionar 3 válvulas por cámara hemisférica. Las varillas de empuje que activaban las válvulas desde el árbol de levas superior eran casi horizontales. En 1968, Ford presentó una familia de motores completamente nueva llamada serie 385. Las culatas de este motor usaban una forma modificada de la cámara hemisférica llamada Semi-Hemi.
En la década de 1970, Ford diseñó y produjo un motor de bloque pequeño con culata de cámaras hemisféricas con el fin de abordar la creciente preocupación sobre el ahorro de combustible. Desafortunadamente, incluso con un sistema de inyección directa de combustible adelantado a su tiempo (que alimentaba una cámara de carga estratificada), las emisiones del hemi no pudieron limpiarse lo suficiente como para cumplir con las regulaciones sobre contaminación del aire. Este hecho, más el costo de los sistemas de accionamiento de las válvulas, junto con el costo de la bomba de alta presión necesaria para suministrar combustible directamente a la cámara, así como el sistema de transmisión por correa Gilmer necesario para impulsar la bomba, hicieron que el desarrollo resultara inútil en aquel momento. La mayoría de los Ford de 4 cilindros de la década de 1980 usaban el motor Ford CVH, CVH que significa "Válvula Compuesta, Hemisférica (culata)". 

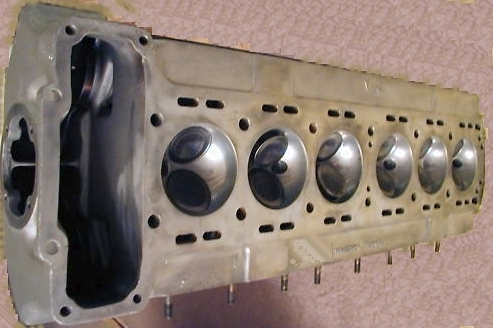
Cámaras hemi en una culata de un motor de 6 cilindros en línea Jaguar

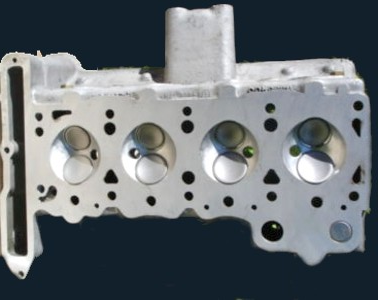
Culata de "válvula grande" (Big Valve) Lotus, con cámaras hemisféricas

### Jaguar
Jaguar utilizó este diseño de culata a partir de 1949, en los legendarios motores XK que impulsaban automóviles que iban desde el D-Type ganador en Le Mans, hasta el XJ6.

### Lancia
El motor Lancia V4 y el motor Lancia V6 usaban cámaras de combustión hemisféricas. 

### Lotus
Lotus ha utilizado cámaras hemisféricas en algunos de sus motores (véase la foto de la derecha). Las válvulas relativamente grandes que hace posibles dicha cámara, permitieron que grandes volúmenes de mezcla de aire y combustible entraran y salieran rápidamente de la zona de combustión, aunque no siempre completamente quemados. 

### Mercedes Benz
Las cámaras hemisféricas fueron una característica del motor M102 introducido en 1980, que junto con el diseño de la culata de flujo cruzado permitió obtener una mayor eficiencia que en el motor M115, al que reemplazó.

### MG
La fábrica MG en Abingdon-On-Thames produjo una variante de levas en cabeza del sistema de varillas de empuje del motor MGA 1600 MkI utilizado en el MG A entre 1958 y 1960. El bloque original de hierro fundido de 1588 cc, equipado originalmente con varillas de empuje, fue coronado con una culata de aluminio fundido de doble árbol de levas, que incluía una válvula de entrada y otra de escape por cada cilindro. Esta configuración facilitó una circulación de flujo cruzado dentro de la cámara hemiesférica, que permitió una mejor respiración (eficiencia volumétrica), así como la utilización de válvulas agrandadas y pistones abovedados. Las primeras versiones demostraron ser frágiles debido a los problemas de preencendido (detonación) y a las pérdidas de aceite, lo que condujo a una disminución de la relación de compresión de 9.1 a 8.3 con pistones rediseñados. Fue una actualización exitosa, pero las ventas cayeron tan rápidamente que la compañía detuvo la producción de la versión Twin Cam, y finalmente equipó algunos MGA con motores que utilizaban varillas de empuje, conocidos como los modelos MGA 1600 MkI y MkII DeLuxe. 

### Mitsubishi
Mitsubishi produjo varios motores hemi, incluidas las unidades "Orion", "Astron" y "Saturn". 

### Porsche

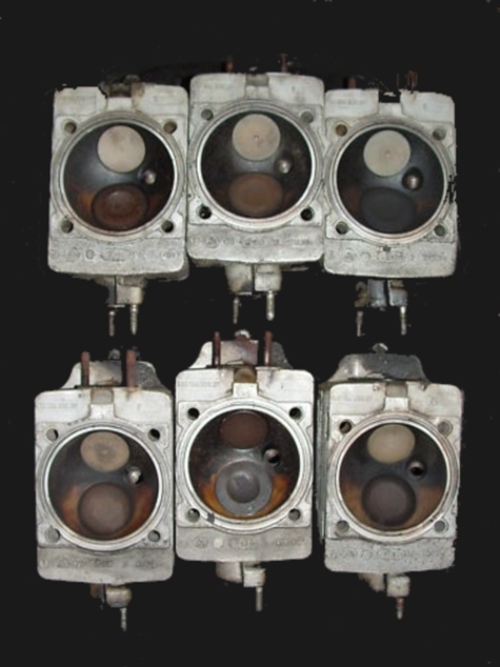
Culatas del motor Porsche de 6 cilindros con cámaras hemi

Porsche ha hecho un uso extensivo de motores hemi, incluido el motor plano 6 refrigerado por aire en los modelos Porsche 911 de 1963 a 1999. El motor 2,7 L  de 1973 generaba 56 CV por litro de pistón de aspiración natural.

### Toyota
La familia de motores V de Toyota Motor Corporation tenía un diseño V8 montado longitudinalmente. Se utilizaron desde la década de 1960 hasta la década de 1990 en modelos como el prestigioso Toyota Century. Toyota había trabajado con Yamaha para producir el primer motor japonés con bloque de aleación de aluminio completo. La familia V a menudo se conoce como Toyota HEMI, ya que el motor presenta un diseño de culata similar a los que se encuentran en el Chrysler Hemi, a pesar de que la mayor parte del diseño del motor es completamente diferente. 
El motor V de 2,6 L se utilizó por primera vez en el Crown Eight de 1964 a 1967, como parte de la gama Crown de segunda generación. A partir de entonces, el Crown Eight fue reemplazado por el lujoso Toyota Century. 
Los motores 3V, 4V y 5V se usaron en el Toyota Century hasta 1997, cuando se efectuó un rediseño completo del que se obtuvo el 5.0 L 1GZ-FE V12. 
Los motores de la serie V, como varios motores de la Toyota Motor Corporation (por ejemplo, 2T-C, 2M o 4M) en aquel entonces tenían una cámara de combustión hemisférica. Las bujías se ubicaron en la parte superior de la cámara de combustión.

## Evolución del diseño en motores modernos

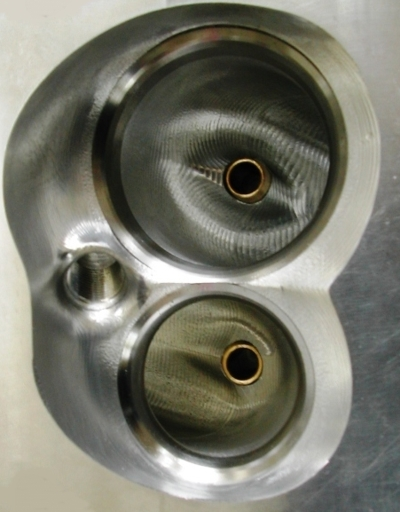
Cámara de combustión no activa Hemi moderna (2007)

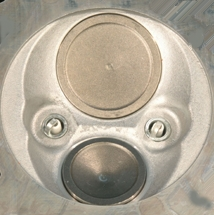
Cámara de combustión Chrysler "Hemi" de producción actual

En la era del control de emisiones, la cámara hemi dejó de desarrollarse de forma continua, a pesar de ser una configuración relativamente simple que ha servido durante más de un siglo como un diseño básico en los motores de combustión, del que se derivaron muchas otras mejoras y desarrollos de ingeniería. 
A medida que la ingeniería involucrada en los nuevos motores ha mejorado y evolucionado, la verdadera cámara hemisférica se ha transformado y reconvertido en diseños más sofisticados y complejos que están destinados a extraer más potencia y producir menores emisiones en diversas condiciones de combustión. 
Muchos de los motores actuales usan cámaras de combustión activas diseñadas para revolver y agitar la mezcla de combustible/aire dentro de la cámara, con el fin de lograr una combustión lo más eficiente posible. Estas cámaras activas generalmente tienen forma de judía, dos pequeñas áreas 'hemiesféricas' fusionadas, rodeadas de áreas planas de enfriamiento situadas sobre los pistones.